# Maison Lhoest
Ne doit pas être confondu avec Immeuble Lohest.
La maison Lhoest est une habitation unifamiliale située au 43, rue Félix Paulsen, à Angleur dans la commune de Liège, en Belgique. Construite de 1951 à 1953 en tant que maison personnelle de l'architecte Hyacinthe Lhoest (1913-1983), l'un des trois associés du Groupe EGAU avec Charles Carlier (1916-1993) et Jules Mozin (1914-1995).    

## Architecte Hyacinthe Lhoest
Hyacinthe Lhoest, né le 8 mars 1913 à Jemeppe-sur-Meuse, est diplômé de l'Académie des Beaux-Arts de Liège. Après quelques années d'expérience dans différents bureaux, incluant le groupe l'Équerre, il fonde le groupe EGAU (Études en Groupe d'Architecture et d'Urbanisme) avec Charles Carlier en 1940. Jules Mozin complétera le groupe en 1944. Ils reçoivent un diplôme d'urbaniste par l'Université de Liège en 1945.
Le groupe fera la plupart de ses projets dans la région liégeoise, commençant dans la période après la deuxième guerre, avec l'urgence de reconstruction et après, l'expansion économique. Le groupe se caractérise par son architecture Moderniste, qualifié tantôt de brutaliste tantôt de fonctionnaliste. Comme décrit dans la revue  Art&Fact : « Leur architecture se démarque par une capacité de construire innovante mais jamais ostentatoire ». 
Il décède le 13 janvier 1983.   

## Contexte

### Le quartier
La maison est située dans un quartier résidentiel datant d'après la deuxième guerre. Elle est implantée près de la cité de logements à Angleur (1951-1963), un programme de 300 logements sur un terrain de 2,2 hectares, projet aussi conçu par le Groupe EGAU. Le projet est composé de trois barres des logements qui libèrent un espace central vert. Ce projet leur a valu une première reconnaissance, au même titre que la cité de logements de Droixhe. Dans les premiers années de collaboration, ils ont été principalement reconnus pour leur activité en matière de logement social, équipement et habitat, qui était très innovant pour l'époque (années 1950). Ils offrent une qualité de vie au public qui n'existait pas auparavant.  

### La maison
C'est le deuxième projet finalisé par le Groupe EGAU.
La construction de la maison personnelle de Hyacinthe Lhoest est entamée en 1951 et se termine en 1953. En 1960, l'architecte fait un projet d'agrandissement à l'arrière de la maison, du garage ainsi que de la terrasse au premier étage de celui-ci.
La maison est revendue en 1993 à un propriétaire privé. Dès lors, elle subit des transformations dans l'agencement des pièces originales à l'intérieur par les soins du nouveau propriétaire.

## Implantation
La maison est implantée sur un terrain en pente, elle se contraste par rapport aux parcelles de sa rue par sa façade plus large, et est peu profonde au vu de sa proximité avec l'angle de l'îlot. 

## Description de la façade
C'est une maison mitoyenne, avec deux façades, la façade à rue a trois niveaux et l'arrière à quatre niveaux, suivant la pente. La façade gère cette inclinaison de la rue dans sa composition. Le langage est sobre dans son expression mais est bien marquée avec ses détails.  

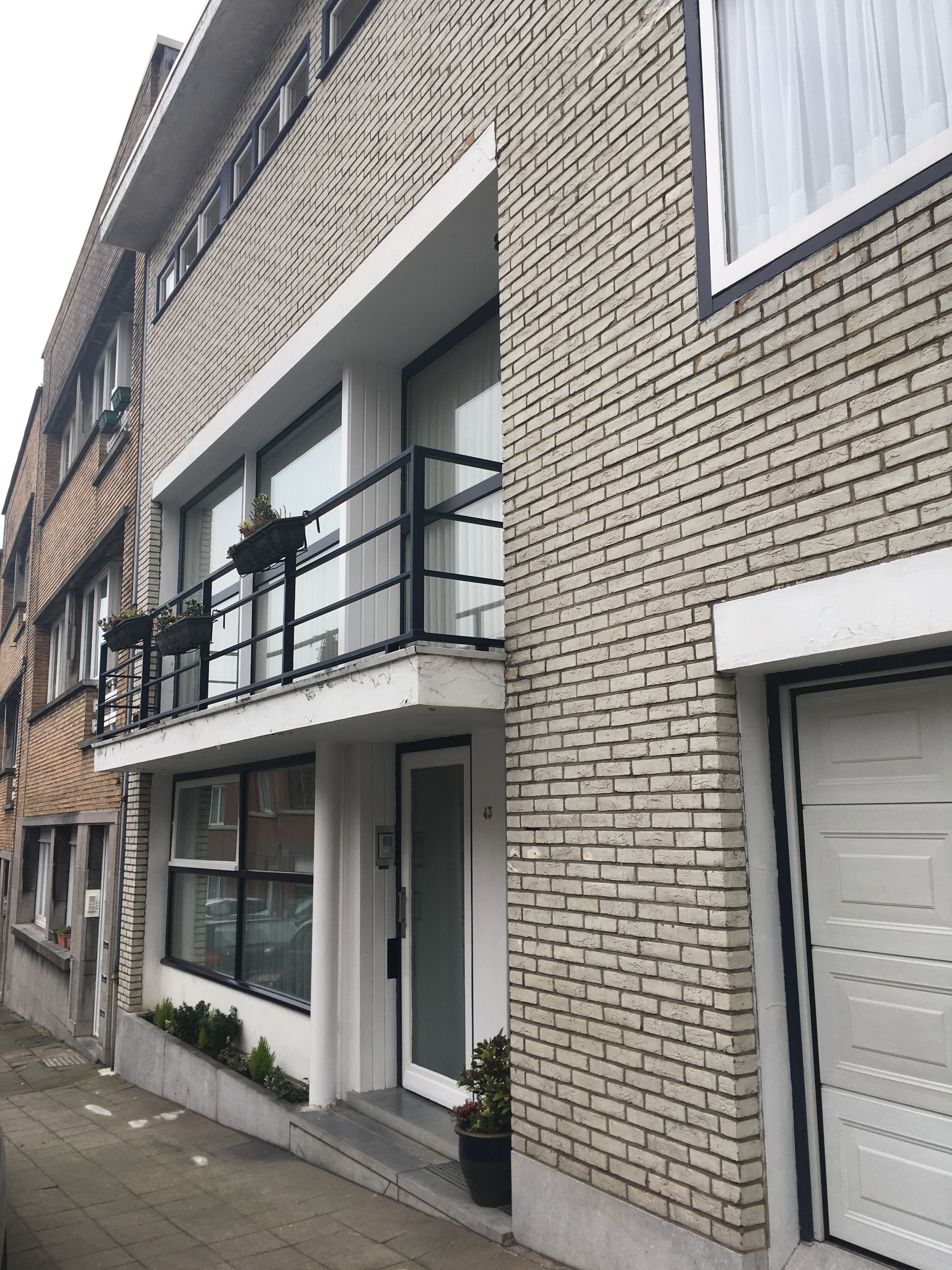
Vue en perspective de la façade, retrait des châssis et mise en avance du balcon.

Le socle est en minérale et subdivise la pente en deux paliers sur lesquels va se développer le reste de la façade. La partie de gauche des ouvertures travaille en dehors du plan de la façade. Ce jeu de retrait/extrusion permet la création de jardinières ainsi que d'un balcon. La dalle du balcon est peinte en blanc comme les linteaux du garage et les grandes fenêtres du premier étage. La baie de la cuisine forme d'un rectangle simple, dans le plan de la façade. Au deuxième étage, il y a un fin bandeau continu de fenêtres en hauteur. La corniche ressort et marque le couronnement de la maison.Tous les éléments du dessin renforcent l'horizontalité de la façade.      
Le revêtement de la façade est fait de briques "à la main" émaillées blanches, caractéristiques des années 1950. Les menuiseries sont en Teck et étaient peintes en blanc et acajou à l'origine. On trouve dans la fenêtre de la cuisine au premier étage à droite, un châssis type "perspective" et persienne incorporée avec un double vitrage. La porte du garage était d'origine, peinte en jaune citron, aujourd'hui repeinte en blanc. Le garde-corps du balcon n'est plus vitré mais en profilé métallique.

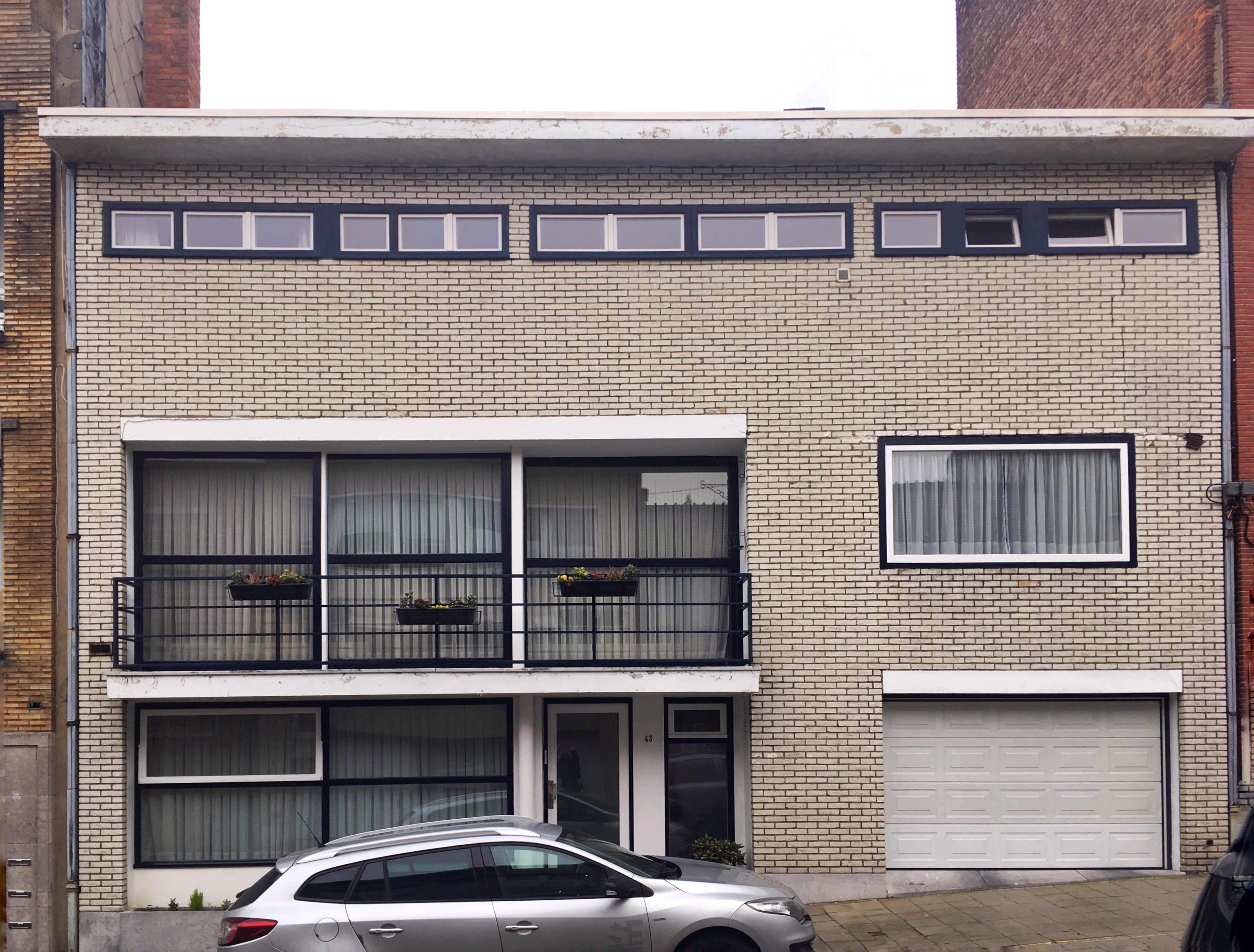
Façade principale

## Description du plan
Les plans montrent une répartition fonctionnelle claire. 
Le sous-sol, qui est au niveau du jardin, contient la chaufferie, une cave et abrite également une terrasse couverte.
Au rez-de-chaussée se trouve au centre le sas d'entrée ainsi que le hall, donnant sur l'escalier. Le cabinet de travail de l'architecte se trouve à l'Ouest, côté rue, mis en valeur par sa grande fenêtre. Le garage se trouve de l'autre côté du hall. 
Le premier étage comprend la salle de séjour, le living et la salle à manger, qui est d'une grande envergure et d'un éclairage abondant côté Ouest. Le centre du plan accueille la circulation verticale, et à l'Est, la cuisine avec son coin "dînette" à l'américaine, novatrice pour son époque. La cuisine et le salon sont tous deux en connexion avec la terrasse. 
Au deuxième étage l'escalier débouche dans un hall de nuit, longeant la façade principale et abritant un meuble longitudinal, distribuant les quatre chambres orientées vers l'arrière de la parcelle, ainsi que la salle de bain qui elle, est orientée côté rue et Est,.   